# Sécurité de la personne en droit canadien
En droit canadien, le droit à la sécurité de la personne est le troisième droit protégé par l'article 7 de la Charte canadienne des droits et libertés. 

## Portée du droit
Il comprend les droits de son corps et de sa santé et la protection de l'intégrité psychologique d'un individu, c'est-à-dire que ce droit protège contre les atteintes graves à l'état mental d'un individu par le gouvernement.

## Jurisprudence
Ce droit a engendré beaucoup de jurisprudence importante ; par exemple, l'avortement fut légalisé au Canada par l'arrêt R. c. Morgentaler après que la Cour suprême a jugé que les Comités d'avortement thérapeutique enfreignaient le droit à la sécurité de la personne des femmes en mettant leur santé en danger. Certains juges étaient également d'avis que le contrôle de son propre corps était un droit compris dans la sécurité de la personne, et que l'interdiction de l'avortement violait ce droit. 
Dans Operation Dismantle c. La Reine (1985) les arguments prétendant que les tests de missiles de croisière étaient une violation de la sécurité de la personne, sous prétexte qu'elles risquaient de provoquer une guerre nucléaire, furent rejetés. 
Dans l'arrêt Chaoulli c. Québec (Procureur général) (2005), certains juges de la Cour suprême étaient également d'avis que la prohibition par le Québec d'assurances privées de soins de santé couverts par le régime public violait la sécurité de la personne, puisque les délais d'accès aux soins de santé pouvaient avoir des conséquences physiques.
Bien qu'aux États-Unis, la protection de la sécurité de l'individu soit généralement associée au droit de porter des armes pour se défendre, la jurisprudence de la Cour suprême du Canada ne reconnaît pas un droit de porter des armes en vertu de la Charte canadienne.

## Rapport avec les droits économiques
Certains croient que des droits économiques devraient être déduits de la sécurité de la personne, ainsi que des droits à l'égalité contenus à l'article 15, afin de rapprocher la Charte du Pacte international relatif aux droits économiques, sociaux et culturels. L'argument veut que les droits économiques sont liés à un niveau de vie acceptable et peuvent contribuer au développement des droits civils dans un environnement vivable. Il y a également eu des discussions au sein de la Cour suprême et parmi plusieurs experts à savoir si la sécurité de la personne garantit certains droits économiques. En théorie, la sécurité de la personne serait violée si le gouvernement restreint la capacité d'une personne d'assurer son revenu, en lui refusant l'assistance sociale, en confisquant des biens essentiels à sa profession, ou en lui refusant des licences. Toutefois, l'article 7 se préoccupe principalement de droits juridiques, alors cette interprétation en termes de droits économiques est discutable. Plusieurs enjeux économiques sont également des questions politiques.